# Kombinat Kraftwerksanlagenbau
Der VEB Kombinat Kraftwerksanlagenbau wurde 1969 gegründet und war ein Kombinat in der Deutschen Demokratischen Republik. In den Tätigkeitsbereich des Kombinats fielen wesentlich die Planung und Projektierung von Großkraftwerken sowie die Herstellung von Kraftwerkskomponenten und Teilanlagen.
Das Kombinat unterstand dem Ministerium für Kohle und Energie. Weitere zentralgeleitete Kombinate des Energiesektors können in der Liste von Kombinaten der DDR eingesehen werden.
Ein Vorgänger des Kombinats war der VEB Atomkraftwerk, eine Anfang der 1950er Jahre geschaffene Institution zur Entwicklung, Planung und zum Bau von Atomkraftwerken.

## Geschichte bis 1968
Bereits Anfang der 1950er Jahre befasste sich die DDR mit der Entwicklung von Atomkraftwerken.
Dies resultierte aus der Erkenntnis des steigenden Energiebedarfs bei gleichzeitigem Mangel an eigenen Rohstoffen wie Erdöl und Erdgas und dem Bedürfnis, von Lieferungen aus dem Ausland unabhängig zu werden.
Als 1955 die Kernforschung für die DDR von der Sowjetunion freigegeben wurde, entstanden schnell mehrere Einrichtungen, die dieses Gebiet vorantreiben sollten:
- Das Amt für Kernforschung und Kerntechnik (AKK) unter der Leitung von Karl Rambusch, eine Verwaltungsbehörde für die kerntechnische Forschung, die Industrie und den Strahlenschutz.
- Der „Wissenschaftliche Rat für die friedliche Anwendung der Atomenergie“ unter der Leitung von Gustav Hertz
- Das Zentralinstitut für Kernphysik (ZfK) in Rossendorf bei Dresden unter Leitung von Robert Rompe und Heinz Barwich, seinem späteren Leiter; Tarnname „Schule Arnsdorf“[4][5]

In diese Zeit fällt die Gründung des VEB Atomkraftwerk (VEB AKW), welches einen Betriebsteil in Berlin und dort ein Rechenzentrum hatte.
Es unterstand dem Amt für Kernforschung und Kerntechnik (AKK).
1963 gab es einen Betriebsteil Berlin Pankow des VEB Atomkraftwerk.
In den Jahren 1964 bis 1966 führte der VEB Atomkraftwerk einen heftigen Streit mit dem Zentralinstitut für Kernphysik in Rossendorf um die weitere Orientierung der Nutzung der Kernkraft in der DDR.
Dabei wollte der VEB AKW die Entwicklung des Druckwasserreaktors (DWR) weiter verfolgen.
Das ZfK hielt die Entwicklung des DWR für abgeschlossen und konzentrierte sich auf den Schnellen Brüter.

### Aufgaben
Die Aufgaben des VEB Atomkraftwerk waren
- Konzeption eines Kernenergieprogramms
- Standortfindung für Kernkraftwerke
- Entwicklung von Bautechnologien
- Weiterentwicklung der Elektrotechnik
- Vorbereitung des Imports sowjetischer Kernkraftwerksanlagen[13]
- Bau von Gebäuden
- Entwicklung, Montage und Inbetriebnahme von Hilfsanlagen des 1. Kreislaufs
- Ausrüstungen für den 2. Kreislaufs
- Wasseraufbereitung und -versorgung
- Übertragungsleitungen, Straßen- und Verkehrswege[7]
- Gesamtkoordination für die Entwicklung, Konstruktion, Fertigung und Erprobung von Ausrüstungen zur Herstellung von Brennstoffelementen; ab 1969, schon unter dem Namen VEB Kraftwerksanlagenbau.[14]
- Koordination des Ausbaus des Kernkraftwerks Greifswald, Blöcke 5 und 6; ab 1976, schon unter dem Namen VEB Kombinat Kraftwerksanlagenbau.[15]

## Geschichte ab 1969
Ab Ende der 1960er Jahre ging der VEB Atomkraftwerk in den VEB Kraftwerksanlagenbau und ab April 1969 in den VEB Kombinat Kraftwerksanlagenbau Berlin über.
Im April 1969 wurden die Betriebe VEB Kraftwerksbau Radebeul, VEB Kernkraftwerksbau Berlin, VEB Energieprojektierung Berlin und VEB Wissenschaftlich-Technische Zentrum (WTZ) Kraftwerksanlagenbau Pirna zum „VEB Kombinat Kraftwerksanlagenbau“ zusammengeschlossen.
Als im Mai 1978 die Vereinigungen Volkseigener Betriebe (VVB) aufgelöst und Kombinate gebildet wurden, erhielt es ab Juli 1978 den Namen Kombinat Kraftwerksanlagenbau.
Von 1969 bis 1983 war Karl Rambusch Bereichsdirektor im Kombinat Kraftwerksanlagenbau in Berlin.
Im Zuge der Wende und der anschließenden Wiedervereinigung wurde das Kombinat 1990 aufgelöst und seine Betriebe wurden privatisiert. Unter anderem wurde die Kraftwerks- und Anlagenbau AG gegründet, die den Anlagenbau-Sektor des Kombinats übernahm. Im Jahr 1992 wurde die KAB AG durch die Treuhandanstalt an das US-amerikanische Unternehmen Kaneb-Furmanite, ein Anlagenbauer im Energiesektor und Pipeline-Betreiber, veräußert. Anfang 1994 wurde dieser Verkauf jedoch rückabgewickelt und KAB musste erneut privatisiert werden.

## Zugehörige Kombinatsbetriebe
Zum Kombinat Kraftwerksanlagenbau gehörten 1990 die folgenden Betriebe:
- VEB Bergmann-Borsig Berlin; (Stammbetrieb)
- VEB Dampferzeugerbau Berlin
- VEB Dampfkesselbau Dresden Übigau
- VEB Dampfkesselbau Hohenthurm
- VEB Dampfkesselbau Karl-Marx-Stadt
- VEB Dampfkesselbau Meerane
- VEB Feuerungsanlagenbau Erfurt
- VEB Feuerungsanlagenbau Holzhausen
- VEB Flanschenwerk Bebitz
- VEB Görlitzer Maschinenbau
- VEB Industrie- und Kraftwerksrohrleitungen Bitterfeld
- VEB Industrieisolierungen Leipzig
- VEB Kesselbau Halle-Zeitz
- VEB Kesselbau Neumark
- VEB Rohrleitungsbau Aschersleben
- VEB Rohrleitungsbau Finow
- VEB Rohrleitungsbau Werdau
- VEB Strömungsmaschinen Pirna
- VEB Vorwärmer- und Kesselbau Köthen
- VEB Wasseraufbereitungsanlagen Markkleeberg